# Tadeusz Dzierżykray-Rogalski
Tadeusz Dzierżykray-Rogalski [także Tadeusz Dzierżykraj-Rogalski, Tadeusz Dzier] (ur. 19 września 1918 w Warszawie, zm. 21 stycznia 1998 tamże) – polski lekarz, paleopatolog, antropolog, profesor Akademii Medycznej w Białymstoku oraz warszawskiej Akademii Wychowania Fizycznego.

## Życiorys

### II wojna światowa i pomoc Żydom
W 1938 rozpoczął studia, po wybuchu wojny kontynuując je w formie tajnych kompletów. Należał do Szarych Szeregów oraz ZWZ-AK.
Zaangażował się w pomoc ludności żydowskiej. Był sąsiadem Zofii Rosen, warszawskiej nauczycielki. O jej istnieniu wiedzieli jedynie woźny budynku, będący członkiem konspiracji, oraz Tadeusz Dzierżykray-Rogalski, który dbał o wszystkie jej potrzeby, nie oczekując niczego w zamian.
Kolejnym Żydem, który życie zawdzięczał Dzierżykrayowi-Rogalskiemu, był Daniel Hildebrandt. W 1944 roku, po zakończeniu Powstania Warszawskiego, Hildebrandt spotkał się z Dzierżykrayem-Rogalskim w Zalesiu niedaleko Warszawy. Kiedy Hildebrandt powiedział mu, że nie ma stałej kryjówki, Dzierżykray-Rogalski zaprosił go na noc. Hildebrandt zatrzymał się na kilka dni, po czym Tadeusz zabrał go do domu swojej matki w pobliskim Milanówku, gdzie pozostał do zajęcia tych terenów przez Armię Czerwoną.
14 grudnia 1994 r. Instytut Jad Waszem uhonorował Tadeusza Dzierżykraya-Rogalskiego medalem „Sprawiedliwy wśród Narodów Świata”.

### Czasy powojenne
W 1946 uzyskał tytuł magistra na UMCS. W 1948 uzyskał dyplom lekarza. W 1949 doktoryzował się na UMCS. W 1951 na Uniwersytecie Wrocławskim habilitował się z antropologii, po czym objął kierownictwo Katedry Antropologii UMCS. Był zaangażowany w powstawanie Akademii Medycznej w Białymstoku, gdzie objął na pewien czas funkcję dziekana Wydziału Lekarskiego i szefa Katedry Anatomii.
Od lat 50. był blisko związany ze środowiskiem archeologów polskich. W latach 1962–1982 był kierownikiem pracowni Ekologii Człowieka i Paleopatologii przy zakładzie Archeologii Śródziemnomorskiej PAN. Zajmował się między innymi analizą szczątków kostnych odkrytych podczas wykopalisk w Deir el-Bahari, Faras, Aleksandrii, Dongoli, Kadero. Zajmował się też badaniami mumii z Deir el-Bahari i z Muzeum Egipskiego w Kairze. Wykonywał też ekspertyzy między innymi dla francuskich i włoskich misji archeologicznych.
Pod pseudonimem Tadeusz Dzier wydał dwie książki zawierające dzienniki prowadzone w okresie września 1939 i w czasie Powstania Warszawskiego.
Jest pochowany na Cmentarzu Powązkowskim w Warszawie (Stare Powązki): kw. 27 wprost, rząd: 5, miejsce: 1-2.

## Wybrane publikacje
- Rytmy i antyrytmy biologiczne w życiu człowieka, Warszawa 1976[10]
- Polska antropologia w Afryce, Wrocław 1981[4]
- The bishops of Faras. An Anthropological-Medical Study, Warszawa 1985[4]
- Sudan. Kraj i ludzie, Warszawa 1991 (współaut.)[4]

## Odznaczenia
- Krzyż Srebrny Orderu Virtuti Militari[11]
- Krzyż Komandorski Orderu Odrodzenia Polski[11]
- Krzyż Kawalerski Orderu Odrodzenia Polski[11]
- Krzyż Partyzancki[11]
- Warszawski Krzyż Powstańczy[11]
- Złota odznaka honorowa „Za Zasługi dla Warszawy” (1972)[12]